# 紅葉紅葉
紅葉 紅葉（もみじ くれは、1988年9月9日 - ）は、日本の元AV女優。
出身地については神奈川県という情報と東京都という情報が混在している。

## 略歴
- 2007年5月に『First Fuck』でAVデビュー。同年9月に引退(正式な引退宣言はしていないが、同年10月以降新作がないことと『風俗情報』のページに「引退」と書かれていることから)。

## 作品

### アダルトビデオ
- First Fuck  （2007年5月1日、ワンズファクトリー）
- 浮気なGカップ  （2007年6月1日、ワンズファクトリー）
- 爆乳アングル LEVEL G  （2007年7月1日、ワンズファクトリー）
- 美女と黒い野獣  （2007年8月1日、ワンズファクトリー）
- 鬼畜凌辱メス調教  （2007年9月1日、ワンズファクトリー）